# Situation (Yazoo)
Situation è un singolo del gruppo musicale britannico Yazoo, pubblicato nel 1982 come terzo estratto dall'album Upstairs at Eric's.
Il brano venne pubblicato originariamente nel Regno Unito come lato B del singolo d'esordio del duo, Only You, il quale arrivò al 2º posto nell'UK Singles Chart. Pubblicato come singolo autonomo in Nord America, Situation si posizionò fino al 73º posto nella classifica Billboard Hot 100 negli Stati Uniti, e giunse tra le prime 40 nelle classifiche musicali canadesi, arrivando al 31º posto. Nella tarda estate del 1982 divenne la prima canzone degli Yazoo a classificarsi al 1º posto nella Billboard Hot Dance Club Play, permanendovi stabilmente per 4 settimane, mentre nella classifica Black Singles chart giunse fino al 31º posto.
Una versione molto nota è il remix di François Kevorkian, pubblicato su vinile da 12" per il mercato statunitense nel 1982. Questa versione venne inserita nell'edizione statunitense dell'album di esordio degli Yazoo, Upstairs at Eric's, ed è la versione del brano che ha ricevuto il maggior numero di passaggi radiofonici negli Stati Uniti.
Nel 1990 e nel 1999 venne remixato da vari deejay, tra cui Peter Rauhofer e Richard Vission. Nel ottobre del 1999 il rinnovato interesse per il brano fece sì che si classificasse nuovamente al 1º posto nella Billboard Hot Dance Club Play.
Nel 2006 Slant Magazine classificò Situation al 64º posto nella loro lista "100 Greatest Dance Songs".
La base ritmica di Situation è stata massicciamente campionata in If This Is Love, singolo d'esordio del gruppo musicale The Saturdays. Inoltre la risata di Alison Moyet presente all'inizio del brano è stata campionata in molte altre produzioni musicali.

## Tracce

### Versione originale (1982)
- Singolo 7" UK (Mute Records 7MUTE020)

1. Only You - 3:11
2. Situation - 2:22

- Singolo 12" UK (Mute 12MUTE020)

1. Only You - 3:11
2. Situation (Extended Version) - 5:18

- Singolo 7" USA (Sire Records 7-29953)

1. Situation - 3:44
2. Situation (Dub Version) - 3:13

- Singolo 12" USA (Sire 0-29950)

1. Situation - 5:40
2. Situation (Dub Version) - 5:45

### Versione remix (1990)
- Singolo 7" (Mute Records YAZ4)

1. Situation (Deadline Mix Edit)
2. State Farm (Madhouse Mix Edit)

- Singolo 12" (Mute 12YAZ4 / Sire/Warner Bros. 21812-0)

1. Situation (The Aggressive Attitude Mix)
2. Situation (Deadline Mix)
3. State Farm (Madhouse Mix)

- Singolo CD (Mute CDYAZ4 / Sire/Warner Bros. 21812-2)

1. Situation (Single Remix)
2. State Farm (Madhouse Mix Edit)
3. Situation (The Aggressive Attitude Mix)
4. Situation (Space Dub)

### Versioni remix (1999)
- Singolo 12" (Mute 12YAZ6)

1. Situation (Club 69 Speed Mix)
2. Situation (Richard Humpty Vission Visits The Dub)
3. Situation (Richard Humpty Vission Instrumental)

- Singolo 12" (Mute L12YAZ6)

1. Situation (Dave Ralph's Tea Freaks English Breakfast Mix)
2. Situation (Club 69 Speed Dub)

- Singolo CD (Mute CD YAZ 6)

1. Situation (Club 69 Radio Mix)
2. Situation (Club 69 Speed Mix)
3. Situation (Richard 'Humpty' Vission Visits The Dome Mix)
4. Situation (Dave Ralph's Tea Freaks English Breakfast Mix)
5. Situation (Deadline Mix)
6. State Farm (Madhouse Mix)
7. Situation (Daniel Miller/Mark Saunders 12-inch Mix)
8. State Farm (Play-Doh Dub)
9. Situation (Original US Dub)

## Classifiche

### Versione originale (1982)

#### Classifiche settimanali
| Classifica (1982)                           | Posizione massima |
| ------------------------------------------- | ----------------- |
| Belgio (Ultratop 50 Singles)                | 7                 |
| Canada Top Singles (RPM)                    | 31                |
| Finlandia (Suomen virallinen lista)         | 16                |
| Paesi Bassi (Dutch Top 40)                  | 16                |
| Paesi Bassi (Dutch Single Top 100)          | 18                |
| Stati Uniti (Billboard Hot 100)             | 73                |
| Stati Uniti (Billboard Hot Black Singles)   | 31                |
| Stati Uniti (Billboard Hot Dance Club Play) | 1                 |

#### Classifiche di fine anno
| Classifica (1982)                                      | Posizione |
| ------------------------------------------------------ | --------- |
| Belgio (Ultratop 50 Singles)                           | 88        |
| Stati Uniti (Billboard Top Disco/Dance Singles/Albums) | 6         |

### Versioni remix (1990)
| Classifica (1990-1991)                                     | Posizione massima |
| ---------------------------------------------------------- | ----------------- |
| Belgio (Ultratop 50 Singles)                               | 38                |
| Francia (SNEP)                                             | 40                |
| Germania (GfK)                                             | 36                |
| Regno Unito (UK Singles Chart)                             | 14                |
| Stati Uniti (Billboard Hot Dance Club Play)                | 46                |
| Stati Uniti (Billboard Hot Dance Music/Maxi-Singles Sales) | 28                |

### Versioni remix (1999)
| Classifica (1999)                                          | Posizione massima |
| ---------------------------------------------------------- | ----------------- |
| Stati Uniti (Billboard Hot Dance Club Play)                | 1                 |
| Stati Uniti (Billboard Hot Dance Music/Maxi-Singles Sales) | 8                 |